# Black Francis
Charles Michael Kittridge Thompson IV, conocido primero como Black Francis y luego como Frank Black (Boston, Massachusetts, 6 de abril de 1965), es un cantante, compositor y guitarrista estadounidense. Es conocido por ser el líder de la banda de rock alternativo Pixies, en la que actuaba con el nombre artístico de Black Francis. Tras la ruptura de la banda en 1993, se embarcó en una carrera en solitario con el nombre artístico de Frank Black. Después de editar sus dos primeros álbumes con la discográfica 4AD, abandonó la compañía y formó una banda de apoyo llamada Frank Black and the Catholics. Reformó Pixies en 2004, aunque continúa publicando álbumes en solitario y haciendo giras por su cuenta, habiendo retomado su nombre artístico en 2007. En 2008 formó la banda Grand Duchy y editó en 2009 el álbum Petits Fours.
Su estilo vocal ha variado de un estilo de gritos y aullidos como cantante de Pixies a un estilo más melódico y mesurado en su carrera en solitario. En una entrevista en el programa de la CBS The Hour, Black describió su transformación musical: «Pixies era bastante abstracto en su repertorio, era algo surrealista, con letras de usar y tirar, pero instintivamente supe que no iba a cantar sobre mis momentos duros ni nada así, porque no hubiera sonado real. Ahora tengo una buena vida. He tenido mis altibajos como todos, así que piensas que puedes ser un poco más Leonard Cohen o algo». Sus letras crípticas tocan temas no convencionales, tales como el surrealismo, el incesto, la violencia en la Biblia, junto a temas como la ciencia ficción o el surf. Su atípico uso de compases, dinámicas cambiantes de fuerte a suave y preferencia por grabar en dos pistas le dan un sitio específico dentro del rock alternativo.
Como líder de Pixies, sus canciones (como «Where Is My Mind?» y «Debaser») fueron alabadas y citadas por artistas contemporáneos como Thom Yorke de Radiohead o Kurt Cobain de Nirvana. Cobain llegó a decir que «Smells Like Teen Spirit» fue su intento de «plagiar a Pixies». Sin embargo, con sus álbumes en solitario y con The Catholics recibió menos alabanzas del público y de la crítica.

## Biografía

### Juventud
Charles Thompson nació en Boston, Massachusetts en el Centro Médico St. Elizabeth. Su padre era dueño de un bar, por lo que Thompson vivió algunos de sus primeros años de vida en Los Ángeles, California porque su padre quería «aprender más sobre bares y restauración». Thompson comenzó a mostrar interés por la música desde muy joven por la afición de sus padres al folk rock. Su primera guitarra perteneció a su madre, una guitarra clásica Yamaha comprada con las propinas de su padre, que comenzó a tocar a los once o doce años de edad.
La familia de Thompson se trasladó entre California y Massachusetts muchas veces, primero con su padre, y después con su padrastro, un hombre profundamente religioso que se dedicaba a la inmobiliaria; para cuando estudiaba primaria sus padres se habían separado dos veces. Cuando Thompson tenía doce años, su madre y su padrastro se unieron a una iglesia ligada a la organización pentecostal Asambleas de Dios, cosa que influyó muchas de las composiciones de Pixies, que a menudo citan la Biblia.
Con trece años descubrió al compositor y cantante de rock cristiano Larry Norman, cuando este tocó en un campamento de verano religioso al que asistió Thompson. La música de Norman influenció a Thompson de tal manera que el primer EP de Pixies recibe su título y la letra de la canción «Levitate Me» de una de las frases utilizadas por Norman en sus conciertos, «come on, pilgrim!» (vamos, peregrino). Thompson después habló de la música que escuchaba en su juventud:

Solía juntarme con algunos marginados. Éramos de los que escuchábamos música de salón rara. No iba a conciertos para todos los públicos, ni intentaba colarme en los clubes para ver bandas, sino que compraba álbumes en tiendas de segunda mano o los cogía de la biblioteca. Solo veías álbumes de Emerson, Lake & Palmer, así que no conocía el punk, que no conocí hasta que entré en el instituto. Pero, seguramente era algo bueno que no lo conociera, que en vez de eso escuchara álbumes de los años 1960 y esa música religiosa.

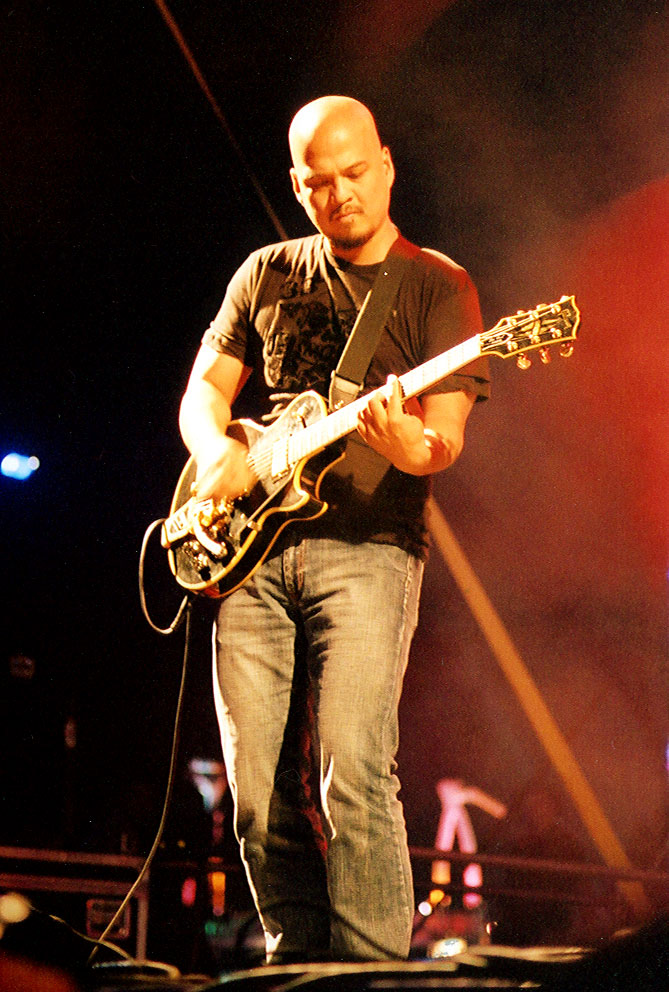
Joey Santiago introdujo a Thompson en el punk de los años 1970 y la música de David Bowie.

Justo antes de empezar sus estudios universitarios, la familia de Thompson se mudó a Westport, Massachusetts, donde recibiría un premio a «Adolescente del año»; título que usaría posteriormente para uno de sus álbumes en solitario, Teenager of the Year. En esta época, Thompson compuso varias canciones que después editaría en su carrera, como «Here Comes Your Man» de Doolittle y «Velvety Instrumental Version».
Después de graduarse en 1983, comenzó a estudiar antropología en la Universidad Amherst de Massachusetts. Thompson compartió habitación con un compañero durante un semestre, antes de compartir con el futuro guitarrista de Pixies, Joey Santiago. Ambos compartían interés por la música rock y Santiago introdujo a Thompson en el punk de los años 1970 y la música de David Bowie, comenzando así a tocar e improvisar juntos. Fue en esta época que Thompson descubrió a The Cars, una banda que describiría como «una gran influencia para mí y para Pixies».
En su segundo año universitario, Thompson se embarcó en un viaje a San Juan, Puerto Rico, como parte de un intercambio de estudios. Compartió piso durante seis meses con un «compañero, raro, psicópata y gay», que le serviría después de inspiración para la canción de Pixies, «Crackity Jones»; muchas de las experiencias de sus seis meses en Puerto Rico le sirvieron para componer canciones de la primera época de Pixies. Thompson tuvo dificultades para aprender el idioma español, dejando sus estudios después de debatirse entre marcharse a Nueva Zelanda a ver el cometa Halley (dijo después que «parecía la cosa más románticamente genial para hacer en aquel momento»), o fundar una banda de rock. Le escribió una carta a Santiago en la que le hablaba de fundar juntos una banda a su regreso a Boston, que decía: «lo tenemos que hacer, ahora es el momento Joe».

### Pixies
Al poco de regresar a Massachusetts, Thompson dejó la universidad, para mudarse a Boston con Santiago. Se pasó 1985 trabajando en una fábrica, poniendo botones en ositos de peluche, además de componer canciones con su guitarra acústica, y escribir letras de canciones en el metro. En enero de 1986, Thompson formó la banda Pixies con Santiago. La bajista Kim Deal fue reclutada una semana después tras responder a un anuncio en un periódico de Boston, que pedía un bajista al «que le gustara Hüsker Dü y Peter, Paul and Mary». Después se procedió a fichar al batería David Lovering por recomendación del marido de Deal.
En 1987, Pixies editó una demo de dieciocho pistas, comúnmente conocido como The Purple Tape. El padre de Thompson interpuso los 1000 dólares que costó su grabación; Thompson después diría que «su padre no estuvo muy presente en mi juventud por lo que creo que estaba intentando redimirse». The Purple Tape les llevó a conseguir un contrato con la discográfica independiente británica 4AD. Para la edición del EP Come On Pilgrim Thompson adoptó el nombre artístico de Black Francis, inspirado por su padre: «había estado guardando ese nombre por si tenía otro hijo».
En 1988, Pixies grabó su álbum debut Surfer Rosa. Thompson compuso y cantó todas las canciones, a excepción de «Gigantic», coescrita y cantada por Deal. Para promocionar el disco, la banda inició una gira por Europa, durante la cual Thompson conoció a Eric Drew Feldman, que más adelante colaboraría en algunos de los álbumes de Pixies y de su carrera en solitario. Doolittle, con canciones compuestas por Thompson, como «Debaser» y «Monkey Gone To Heaven», saldría a la venta al año siguiente con una muy buena recepción de la crítica. De cualquiera de las maneras, para entonces, las tensiones entre Thompson y Deal, combinadas con el cansancio, llevaron a la banda a anunciar una pausa. Debido a su fobia a volar, Thompson dedicó este tiempo a recorrerse Estados Unidos en coche con su novia Jean Walsh (a quien había conocido al principio de formar la banda), y haciendo conciertos a efectos de conseguir dinero para amueblar su piso en Los Ángeles.
La banda volvió al trabajo en 1990, grabando dos álbumes más: Bossanova (1990) y Trompe le Monde (1991); siendo este último la primera colaboración de Thompson con Feldman. Los siguientes álbumes de Pixies se caracterizan por una creciente influencia de la producción de Thompson y, además de un nuevo enfoque letrístico en temas de ciencia ficción, incluyendo alienígenas y OVNIs. Esta temática sigue siendo explorada en los comienzos de su carrera en solitario. Trompe le Monde incluye la canción «U-Mass», que trata de su primera época universitaria, y debido al teclado de Feldman, significó un alejamiento de la banda del rock alternativo. Aunque Deal había contribuido en las canciones «Gigantic» (de Surfer Rosa) y «Silver» (de Doolittle), de Bossanova en adelante, Thompson escribió todo el nuevo material original de la banda. Esto contribuyó a la tensión entre Deal y él, causando la ruptura de la banda en 1992; no se hizo público hasta principios de 1993.

### Primeros años en solitario
Durante la grabación del álbum de 1991 Trompe le Monde, Thompson conversó con el productor Gil Norton sobre un posible álbum en solitario. Le comentó a Norton que quería ponerse a grabar, aun sin tener material nuevo, por lo que se decidió por un álbum de versiones. De cualquiera de las maneras, para cuando Thompson llegó al estudio de grabación en 1992, ya tenía muchas melodías y borradores de canciones.
Colaboró con Feldman para grabar nuevo material, comenzando por reducir el número de versiones a una, «Hang On to Your Ego», canción de The Beach Boys. Finalmente, fue Feldman quien produjo el álbum, además de tocar el bajo y los teclados en varias de las canciones, con Santiago tocando guitarra solista, y Nick Vincent tocando batería. Francis grabó este álbum durante el receso de Pixies entre finales de 1992 y principios de 1993, cambiándose el nombre artístico a «Frank Black» (invirtiendo su anterior nombre de «Black Francis») y lanzó al mercado el álbum homónimo Frank Black en marzo de 1993. Frank Black se caracteriza por sus canciones sobre OVNIs y ciencia ficción, aunque también exploró nuevos temas, como en «I Heard Ramona Sing», que trata sobre la banda Ramones. El álbum es similar en estilo, tanto musical como letrísticamente, a los álbumes de Pixies Bossanova y Trompe le Monde. Feldman después dijo que «ese primer álbum en solitario estaba conectado con Trompe le Monde», pero que «a su vez era una isla, como nada de lo que había hecho Black antes».
Al año siguiente, lanzó al mercado su segundo álbum en solitario, un doble álbum con veintidós canciones llamado Teenager of the Year. Teenager of the Year incluye la canción «Headache», que obtuvo un moderado éxito en las listas de venta de rock alternativo; los críticos describieron la canción como «música pop irresistible». La producción de Teenager of the Year fue distinta a la de Frank Black; en el álbum previo, había usado MIDI a la hora de escribir las canciones, pero en Teenager, Black enseñó las partes a los miembros de su banda, que incluía al batería Vincent y al guitarrista Lyle Workman. Feldman dijo que las composiciones de Thompson fueron «mucho más espontáneas» durante la grabación de este álbum. Thompson había comenzado a alejarse de su estilo con Pixies, escribiendo canciones que abarcaban gran variedad de géneros y temas, y su nuevo método de grabación estaba más cercano a sus trabajos posteriores que a Frank Black y Trompe le Monde.
Tanto Frank Black como Teenager of the Year fueron bien recibidos por la crítica y se encuentran entre las favoritas de sus seguidores, aunque obtuvieron poco éxito comercial. En 1995, Thompson dejó de trabajar para las discográficas 4AD y Elektra. Continuó escribiendo material nuevo: En 1996, lanzó The Cult of Ray con el sello discográfico de Rick Rubin American Recordings; el álbum marcó un regreso la producción más primitiva de sus primeros álbumes, siendo grabado casi en directo, sin overdubs. La banda que le acompañó constó de Lyle Workman como guitarrista, junto a David McCaffrey como bajista y Scott Boutier como batería. Aunque el álbum no recibió buenas críticas ni éxito comercial, su estilo serviría como método para definir los posteriores trabajos de Thompson.

### Frank Black and the Catholics
Thompson decidió llamar a su nueva banda Frank Black and the Catholics y grabó su álbum homónimo en 1997. En principio grabó el álbum en dos pistas como demo, pero al ver el resultado decidió lanzarlo al mercado sin más producción. El lanzamiento del álbum se retrasó casi un año por problemas con la discográfica American Recordings, en gran parte por la producción, siendo puesto a la venta finalmente en Estados Unidos a finales de 1998 a través de SpinArt Records. Después de abandonar American Recordings, Black ha evitado contratos de larga duración con las discográficas, además de exigir ser dueño de los masters originales de todos sus álbumes.
Frank Black and the Catholics se convirtió en el primer álbum en ser puesto a la venta en el servicio de descarga musical eMusic; dicen que «es el primer álbum hecho para ser descargado de forma legal». Las críticas recibidas fueron variadas: Algunos de los críticos comentaron sobre cómo parecía alejarse deliberadamente del «peculiar» estilo de Pixies y de sus primeros discos en solitario para acercarse tímidamente a un estilo más directo, además de recalcar el «desafortunado cambio hacia el punk-pop» presente en el álbum.
Continuó evadiendo la grabación multipista a favor de la técnica de grabar en dos pistas en todas las posteriores grabaciones de la banda. La grabación en dos pistas no permitía la posibilidad de corregir errores y añadir texturas; todas las grabaciones son continuas y la mezcla se hace «al vuelo». En álbumes posteriores, incorporó más músicos a las sesiones para permitir más texturas instrumentales. Comentando sobre la racionalidad de su técnica, comentó:

Bueno, es real. Es la grabación de una actuación, una banda, en detrimento de un facsímil de ello, que es lo que la gente hace con frecuencia con las grabaciones multipista. Yo lo prefiero. Es un poco más real. Tiene un poco más de corazón.

Workman abandonó The Catholics en 1998 para dedicarse a trabajar como músico de sesión para otros artistas, por lo que fue sustituido por Rich Gilbert. Frank Black and the Catholics lanzaron Pistolero en 1999, que los críticos llamaron una vuelta a los comienzos de Thompson, y Dog in the Sand en 2001, considerado uno de los puntos álgidos de su carrera en solitario. Dog in the Sand contó con la colaboración de Dave Philips tocando Pedal Steel Guitar y guitarra líder, mientras que Santiago y Feldman colaboraron en el disco y comenzaron a hacer apariciones ocasionales en conciertos. Ambos álbumes fueron producidos por Nick Vincent.
En estos momentos, habiendo desmentido en varias ocasiones la posibilidad de una reunión de Pixies, Thompson comenzó a incluir canciones de Pixies en sus conciertos, además de contar con la colaboración de Santiago en sus trabajos. Black and the Catholics editaron algunos álbumes más, Black Letter Days y Devil's Workshop, simultáneamente en 2002. Devil's Workshop incluye la canción «Velvety», una versión con letra de la canción de Pixies «Velvety Instrumental Version» (compuesta por Black de adolescente). La canción fue una de las primeras canciones que hacía referencia a su anterior trabajo con Pixies durante su carrera en solitario. Un sexto álbum con The Catholics, Show Me Your Tears, salió al mercado en 2003. Muchas de las canciones del álbum están inspiradas en su reciente divorcio y la psicoterapia que necesitó para superarlo.

### Reunión de Pixies y la vuelta de Black Francis
A finales de 2003, se hizo una declaración oficial sobre la reunión de Pixies para hacer una gira. La banda tocó por primera vez, después de doce años, en abril de 2004, antes de iniciar una gira por Estados Unidos, Canadá y Europa ese mismo año. También grabaron una de las composiciones de Deal, «Bam Thwok», lanzado a través de iTunes Music Store. Coincidiendo con la reunión se lanzó el álbum doble Frank Black Francis. El primer disco consta de demos de canciones de Pixies grabadas el día antes de la grabación de The Purple Tape, mientras que el segundo consta de colaboraciones de estudio, también de canciones de Pixies, con Two Pale Boys.

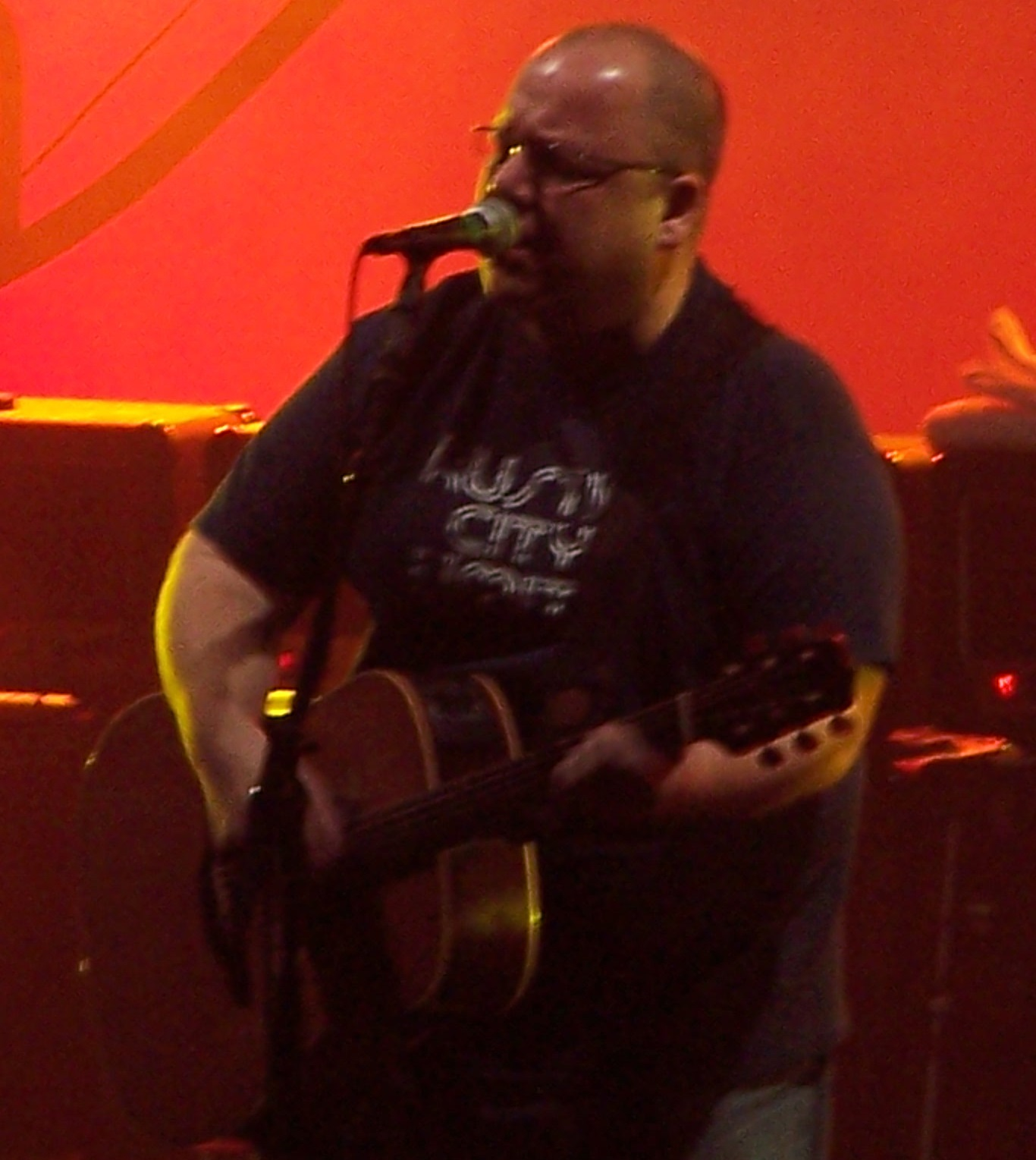
Frank Black con Pixies en 2003.

También en 2004, Thompson comenzó a colaborar con una banda de músicos de sesión de Nashville, Tennessee, incluyendo a Steve Cropper, Spooner Oldham, Reggie Young, y Anton Fig, además del productor Jon Tiven. En julio de 2005, lanzaron al mercado Honeycomb, bajo el nombre de Frank Black, recibiendo críticas favorables. Entertainment Weekly describió el álbum como «austero y elegante», mientras que Billboard dijo que es «una de las mejores obras de Thompson». Un segundo álbum de estas sesiones en Nashville, un doble álbum llamado Fast Man Raider Man, se lanzó en junio de 2006. En junio de 2005, Thompson tocó en un concierto del cantante de rock cristiano Larry Norman en Salem, Oregón. Norman y Thompson hicieron un dueto con la canción «Watch What You're Doing», que después apareció en el álbum de Norman, Live at The Elsinore.
Thompson continuó girando con Pixies a lo largo de 2005 y 2006. Aunque The Catholics ya no existía, lanzaron dos álbumes de caras B y rarezas, Snake Oil y One More Road for the Hit, a través de iTunes, con visos de su posterior edición en CD. A comienzos de 2006, Thompson también estaba trabajando en algunas canciones con Feldman, algunas de las cuales se probaron en directo. A finales de 2006, Thompson comenzó su primera gira en solitario desde 2003, llevándose consigo a Feldman, Billy Block y Duane Jarvis como banda de apoyo. En octubre de 2006, Thompson anunció sus planes de comenzar a ensayar con Pixies para la grabación de un nuevo álbum en enero de 2007, pero se cree que no se llegó a grabar nada por la negativa de alguno de sus miembros a colaborar en el proyecto. En diciembre de 2006, lanzó al mercado el álbum recopilatorio Christmass; una colección de nuevas pistas de estudio, sesiones en habitaciones de hotel y grabaciones acústicas en directo extraídas de una gira en solitario del verano anterior.

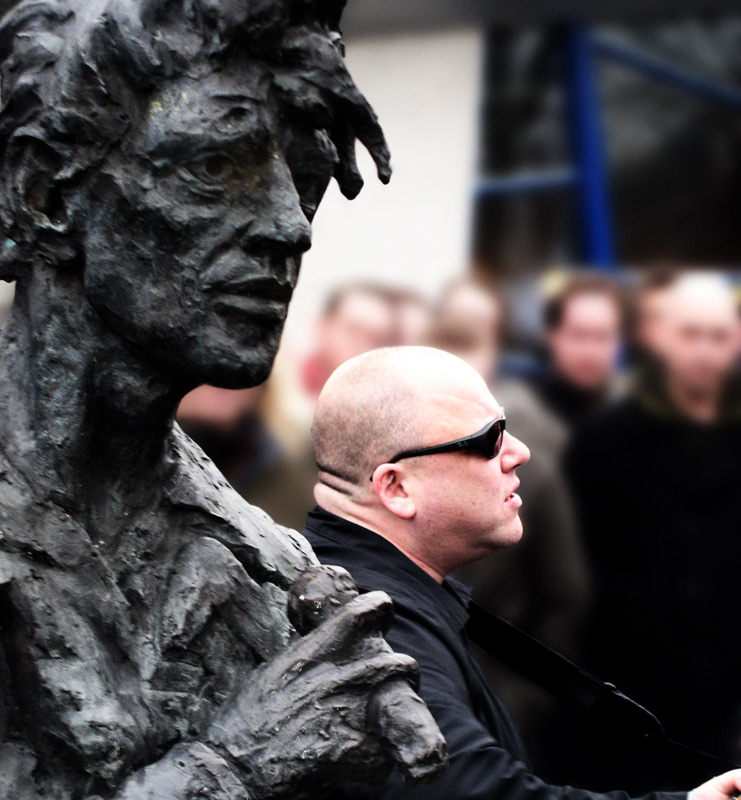
Black Francis en los Países Bajos en 2008.

En junio de 2007 se lanzó un álbum recopilatorio de Frank Black llamado Frank Black 93-03. Coincidiendo con este lanzamiento, Thompson comenzó una gira europea con una nueva banda, que incluía a los miembros de Guards of Metropolis, Jason Carter y Charles Normal, junto al bajista Ding Archer. Para esta gira, Thompson dejó de lado su característica guitarra rítmica para centrarse en el papel de cantante. En septiembre de 2007, se lanzó un nuevo álbum, bajo el pseudónimo de Frank Black, titulado Bluefinger. Para este álbum, se inspiró en la vida y obra de Herman Brood, un músico holandés. También lanzó un miniálbum llamado Svn Fngrs en marzo de 2008.
En febrero de 2008, Thompson fue retenido por la Garda Síochána en Dublín, tras un concierto acústico improvisado en St. Stephen's Green. Fue posteriormente puesto en libertad para su concierto en Vicar Street esa misma noche. Thompson comentó: «He dejado de hacer bises en mis conciertos y las he sustituido por "precores" en localizaciones inusuales, a los que pido que vengan a mis fanes. Alguien sugirió Stephen's Green, así que busqué el sitio en internet y pensé, ¡Bien, hagámoslo!'» La policía irlandesa comunicó que no había intención de detenerle, solo de dispersar a la gente. De todas maneras, un evento similar que estaba planeado para Londres fue impedida por la policía, para al final, llevarse a cabo en una pequeña sala de conciertos.
Thompson actualmente vive en Eugene, Oregón con su segunda esposa Violet Clark, junto a los dos hijos de esta de anteriores relaciones. Thompson y Clark actualmente forman la banda Grand Duchy. Su álbum debut, Petit Fours, salió a la venta el 16 de febrero de 2009. El 20 de abril de 2009, Art Brut lanzó al mercado su tercer álbum Art Brut vs. Satan, producido por Frank Black a finales de 2008. Black ha concedido una serie de entrevistas conjuntas con el líder de la banda Eddie Argos, cosa no muy habitual para un productor. En 2009, Art Brut telonearon a The Pixies en su concierto en el Brixton Academy. En 2010, también trabajó en la producción del segundo disco de la banda Brilliant! Tragic!.
En marzo de 2010 Black Francis lanzó al mercado NonStopErotik y contribuyó con la canción "I Heard Ramona Sing" para la banda sonora de la película Scott Pilgrim vs. the World, estrenada en agosto de ese mismo año. A finales de año Thompson grabó en Nashville nun álbum con nuevas canciones en colaboración con Reid Paley. Paley & Francis debutaron con su álbum homónimo en octubre de 2010 con la producción de Jon Tiven, y cuenta con Reid Paley y Black Francis como guitarristas y cantantes, acompañados por los artistas de Muscle Shoals Spooner Oldham en piano y David Hood en bajo. Se publicó a través de Sonic Unyon en Estados Unidos y Cooking Vinyl en Europa.
Paley & Francis debutaron en directo en septiembre de 2011 con actuaciones en Albany, Buffalo, y Hamilton, Ontario, y como cabezas de cartel del festival Supercrawl en Hamilton, Ontario. La banda consistía en Reid Paley y Black Francis como guitarristas y vocalistas, Eric Eble (Reid Paley Trio) en el bajo y Dave Varriale en batería.

## Estilo musical
A lo largo de su carrera, el estilo musical de Thompson ha abarcado un gran número de géneros, aunque generalmente se incluye sus composiciones como rock o rock alternativo. Mientras canciones como «Here Comes Your Man» (Doolittle), «Velvety» (Devil's Workshop) y «Headache» (Teenager of the Year) tienen una parte de rock ligero, otros como «Something Against You» (Surfer Rosa) y "Thalassocracy" (Teenager of the Year) se acercan más al hard rock. También hay una gran influencia de la música country en algunas de sus canciones, sobre todo en sus álbumes Honeycomb y Fast Man Raider Man.
Thompson ha dicho que adquirió su estilo de cantar en la adolescencia, cuando un vecino de origen thai le pidió que cantara «Oh! Darling» de The Beatles (de su álbum Abbey Road) y «que lo gritara como si odiase a la zorra». Los poderosos gritos de Thompson fueron santo y seña de los álbumes de Pixies, junto a la típica estructura de las canciones de versos melódicos seguidos de atronadores coros y staccatos de guitarra repetitivas.

### Influencias
Thompson ha sido influido por un gran número de géneros musicales. Siendo adolescente, escuchaba mayoritariamente música folk de la década de 1960 y música religiosa, incluyendo al cantante y compositor de rock cristiano Larry Norman. En su época de estudiante, descubrió la música punk como Black Flag o Angst, junto a bandas de diversos géneros, como las banda de música new wave The Cars. Francis comentó al respecto:

La banda que más me influyó fue The Cars, una banda de varios éxitos new wave. Yo ni siquiera lo sabía. No tengo ningún álbum de ellos, pero ¿recuerdas como su primer éxito tenía ese riff sordo de guitarra. Dun-dun-dun-dun ... de repente estaba bien aporrear las cuerdas y sacar algún estúpido riff. Aprendí a hacerlo y era como, ¡Oh Dios mío!, sueno como The Cars. No puedes imaginar cuantas copias de Ric Ocasek (líder de The Cars) compuse cuando tenía 16 años.

 En 1984, antes de formarse Pixies, escuchaba Zen Arcade de Hüsker Dü, The Spotlight Kid de Captain Beefheart y I'm Sick of You, un bootleg de Iggy Pop. Su elección a la hora de hacer versiones revela muchas de sus influencias, con canciones como «Wild Honey Pie» de The Beatles (del álbum The White Album) y «Head On» (de The Jesus and Mary Chain) con Pixies, «Hang On to Your Ego» de The Beach Boys en su carrera en solitario, «The Black Rider» de Tom Waits con The Catholics y «A Strange Day» de The Cure (en el álbum Just Like Heaven, a Tribute to The Cure), junto a su esposa, en un nuevo proyecto llamado Grand Duchy.

### Composición y letras
El tiempo que vivió en Puerto Rico, Thompson aprendió español casi de forma fluida, aunque con errores, que ha utilizado en varias de sus composiciones. Varias canciones de la primera época de Pixies, como «Isla de Encanta» y «Vamos», hablan de sus experiencias en San Juan, con letras que incluyen la jerga utilizada en la isla. La influencia de Puerto Rico es notable en la canción «Isla De Encanta», titulada así por el lema de la isla, Isla Del Encanto. Otras canciones inspiradas en sus experiencias allí, incluyen «Vamos» (Come On Pilgrim), «Oh My Golly!», «Where Is My Mind?» (Surfer Rosa), «Crackity Jones» (Doolittle) y la Cara B «Bailey's Walk». Varias de sus canciones tienen letra en español, sobre todo en su primer álbum, Come On Pilgrim, además de una traducción al español de «Evil Hearted You» de The Yardbirds.
Las letras de Thompson en varias ocasiones han hecho referencia a la Biblia, especialmente en su época de Pixies, como en la historia incestuosa sobre el hijo de Nemrod en «Nimrod's Son», las historia de Urías y Betsabé en «Dead», Sansón en «Gouge Away» y referencias a la Torre de Babel en canciones como «Build High» y «Old Black Dawning». También ha citado como influencia de su época con Pixies, las películas surrealistas Eraserhead y Un perro andaluz. Comentó sobre estas influencias, sobre todo en el álbum de Pixies, Doolittle, diciendo que «no tenía paciencia para andar leyendo novelas surrealistas», siendo más fácil ver películas de veinte minutos de duración.
Además, las letras de Thompson se caracterizan en muchas ocasiones por hacer referencia a temas enrevesados como el espacio exterior, OVNIs o Los tres chiflados; siendo estos últimos tema principal de «Two Reelers», una canción de Teenager of the Year. El tema de la ciencia ficción es prominente en los últimos álbumes de Pixies, al igual que en sus primeros álbumes en solitario. Con The Catholics, sus letras tomaron un giro hacia temas históricos; por ejemplo, la canción «St. Francis Dam Disaster» (de Dog in the Sand) detalla la trágica rotura de la presa de St. Francis en Los Ángeles en marzo de 1928, y el EP All My Ghosts contiene la canción «Humboldt County Massacre» que trata de la masacre los indios Wiyot en Eureka, California de 1860.

## Apariciones televisivas y videoclips
Thompson ha aparecido en gran cantidad de programas de televisión, ya sea en solitario como con Pixies, desde 120 Minutes y The Late Show en los Estados Unidos, a The Word en el Reino Unido. Incluso contribuyó el tema «Pray For The Girls» al álbum Heroes & Villains, publicado por Rhino Records como banda sonora del programa The Powerpuff Girls.
Como integrante de Pixies, tuvo animadversión a grabar videoclips de sus sencillos. Peter Lubien de Elektra Records dijo que «conseguir que grabasen videoclips era complicado y con el tiempo solo hizo que empeorar», citando que Thompson se negaba a hacer sincronía de labios; el video de «Here Comes Your Man» muestra a Thompson y Deal abriendo las bocas de forma exagerada, en forma de burla.
Los videos de la primera época en solitario de Frank Black son más profesionales; cambió su postura y se mostró más dispuesto a participar en ellos. «Los Angeles» es un ejemplo; el videoclip muestra a Thompson atravesando el desierto en un aerodeslizador. John Flansburgh de They Might Be Giants, director del video habló sobre este cambio en la actitud de Black hacia los videoclips:

Creo que Pixies había hecho tantos anti vídeos que Charles estaba preparado para un cambio a nivel visual. El video de «Los Angeles» que hicimos, el último minuto y medio de la canción transcurre en un espacio abierto gris con aerodeslizadores. Es uno de los videos más enrevesados en los que he participado, además de que sirvió para hacer realidad uno de los sueños de Charles, montar en un aerodeslizador.

Thompson ha grabado pocos videos desde su marcha de 4AD, uno de ellos siendo uno de bajo presupuesto grabado en Alemania para «Robert Onion» de Dog in the Sand. El último videoclip comercial que lanzó fue «Men in Black», del álbum Cult of Ray.

## Discografía
- Frank Black (1993)
- Teenager of the Year (1994)
- The Cult of Ray (1996)
- Frank Black and the Catholics (1998)
- Pistolero (1999)
- Sunday Sunny Mill Valley Groove Day (2000, no editado)
- Dog in the Sand (2001)
- Black Letter Days (2002)
- Devil's Workshop (2002)
- Show Me Your Tears (2003)
- Frank Black Francis (2004)
- Honeycomb (2005)
- Fast Man Raider Man (2006)
- Christmass (2006)
- Bluefinger (2007)
- Svn Fngrs (2008)
- The Golem (2010)
- Non Stop Erotik (2010)
- Abbabubba (2011)
- Paley & Francis (2011)